# 자생
생물지리학 분야에서 어떤 종이 특정한 지역이나 생태계에 자생(indigeneous)한다는 것은 사람의 개입 없이 해당 지역에서 자연적으로 살아간다는 것을 의미한다. 이 용어는 토착(native), 자소(autochthonous)의 개념과 동일하다. 모든 야생 개체들은 (길들여진 유기체와 달리) 자생한다고 여겨지는 고유한 자연적인 분포 구역이 있다. 어떤 종이 사람의 행위로 인해 의도적으로, 혹은 비의도적으로 토착구역 외의 지역으로 도입될 수 있다; 그렇게 된 종은 인위개변(en:Anthropogenic)적으로 도입된 지역에서는 도입종이라고 불린다.
자생성(indigeneity)의 개념은 곧잘 왜곡되는데, 자생성이 시간적, 정치적 경계에 걸친 기능이기 때문이다. 동식물은 오랜 시간 동안 지질구조판의 일정한 이동에 참여한다 - 종은 나타나서는 퍼져나가거나, 유지되거나, 멸종할 수 있고, 그 분포가 정적이거나 특정한 지질학적 위치에 국한되는 것은 드물다.
특정 구역의 자생종(indigenous species)은 반드시 그 구역에 고유성을 띌 필요는 없다. 고유종은 특정한 지역에'서만' 발견된다. 자생종은 염두에 두고 있는 구역 외의 지역에서도 발견될 수도 있다. 고유성과 자생성은 유기체가 오늘날 서식하는 곳에서 유래했거나 진화했음을 의미하지도 않는다.

## 참고 문서
- 도입종
- 토착식물

## 같이 보기
- 외래종